# Гојко Антић
Гојко Антић је био књижевник и сарадник Пиротског зборника пореклом из Пирота.

## Биографија
Рођен је 1947. године у селу Пасјач. Школовао се у Пироту и у Бабушници а студирао је у Београду. 
Исказивао се у есејистици и критици. Волео је да истражује књижевност у пиротском крају. Књижевним приказима је пратио савремену прозу и поезију не само српску него и црногорску те је зато и био стални књижевни критичар подгоричке "Побједе". Од пробраних написа су настале књиге приказа "Из књиге у књигу" 1988. године и "Трајна моћ говорења" 1994. године. Такође је објавио и песме у прози 1991. године под називом "Живе силе". Шири одјек је добила књига "Велимировићи" коју је објавио 1996. године а ради се о познатој породици која је живела у Пироту. 
У Пиротском зборнику је радио као сарадник, где је објављивао приказе књига и есеја.
Умро је 2002. године.